# Nicolas Sehnaoui

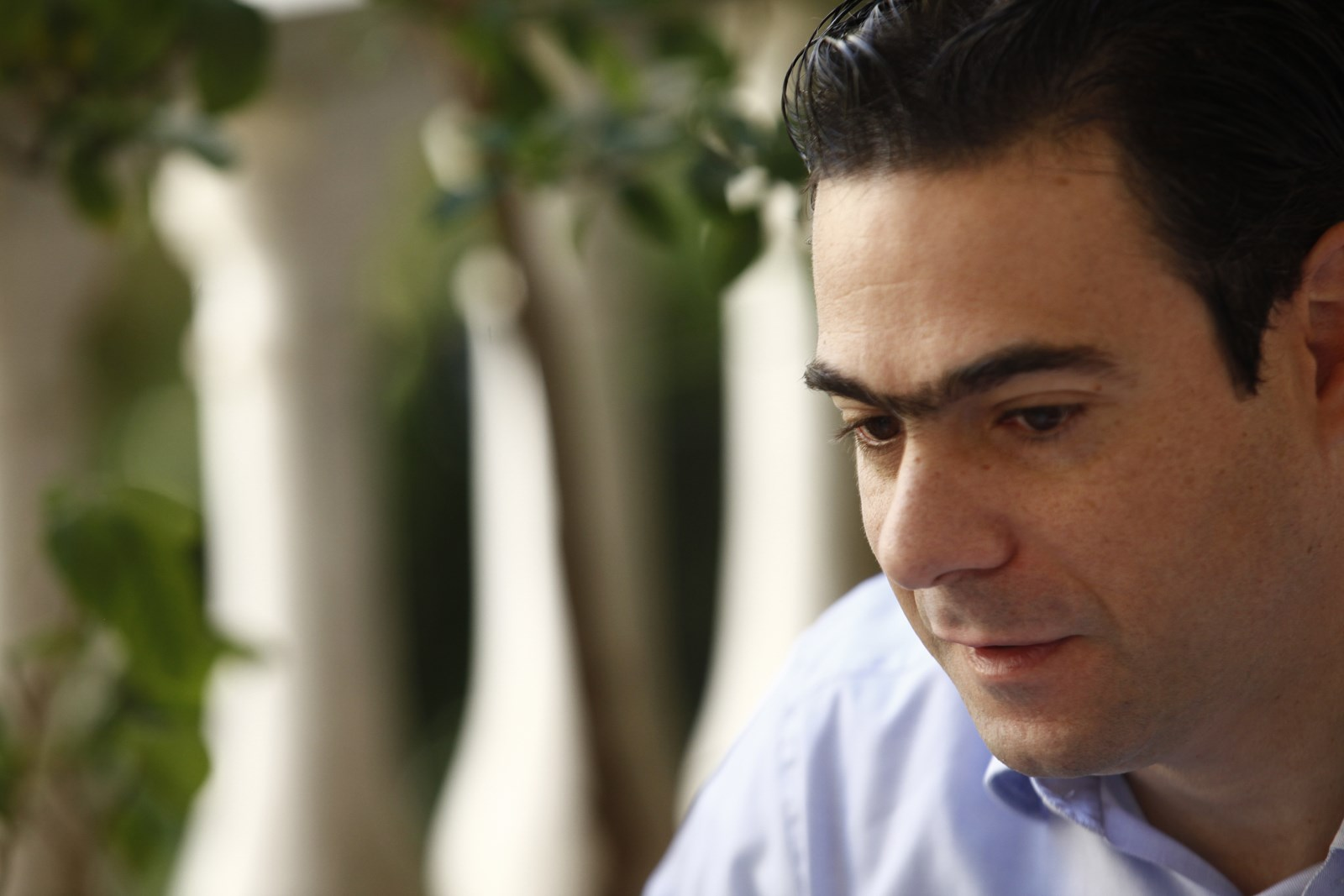
Nicolas Sehnaoui

Nicolas Maurice Sehnaoui (arabisch نقولا صحناوي, * 23. April 1967 in Beirut) ist ein libanesischer Manager und seit Juni 2011 Minister für Telekommunikation Libanons.

## Leben
Sehnaoui gehört der griechisch-katholischen Kirche an. Er erhielt seinen Bachelor in Wirtschaftswissenschaften an der Universität Panthéon-Assas in Paris und seinen Master in Businessverwaltung an der Europäischen Wirtschaftshochschule in Berlin.
Sehnaoui war Mitbegründer der nach seiner verstorbenen Mutter benannten Mouna-Bustros-Stiftung, welche sich für bedürftige Libanesen in den Vororten von Beirut einsetzt. In den Jahren von 2005 bis 2011 leitete Nicolas Sehnaoui den Wirtschaftsausschuss der Freien Patriotischen Bewegung. 
Sehnaoui ist verheiratet mit Paula Naim und hat drei Kinder.

## Werke
- “L’avenir nous appartiens si… ”